# 루노호트 계획

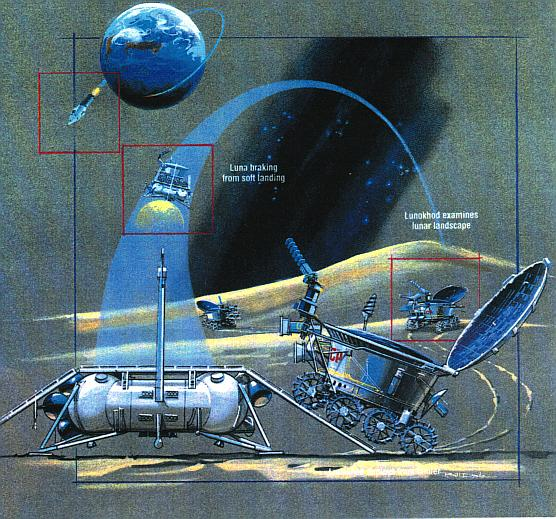

루노호트(러시아어: Луноход)는 1969년 - 1977년 사이, 소비에트 연방에서 달에 착륙시키기 위해 만든 로봇 탐사차들이다. 1969년 루노호트 1A호는 발사 도중에 파괴되었고, 1970년 루노호트 1호와 1973년 루노호트 2호가 성공적으로 착륙했다. 1977년에는 루노호트 3호가 제작되었지만 발사되지는 않고 지금까지 박물관에 남아있다.
루노호트 계획은 본래 소비에트의 유인 달 탐사 임무를 보조하기 위해 시작된 것이었다. 루노호트의 설계자는 라보츠킨 설계국의 알렉산드르 케무르잔이다. 루노호트 이후 미국의 마스 패스파인더가 1997년에 화성에 착륙할 때까지 20년 동안 다른 로봇 탐사차가 외계 천체에 착륙한 일은 없다. 루노호트 1호가 발사되고 40년 뒤인 2010년에 루노호트 1호의 연락이 두절되었다.

## 같이 보기
- 달 탐사
- 마스 패스파인더